# Partido Socialista da América
O Partido Socialista da América (em inglês:  Socialist Party of America, SPA) foi um partido político estadunidense de orientação socialista-democrática, formado em 1901 a partir da fusão entre o Partido Social Democrata da América, então com três anos de existência, e desafetos do Partido Socialista Trabalhista da América que haviam rompido com esta organização em 1899.
Nas primeiras décadas do Século XX, o SPA conseguiu o apoio significativo de vários segmentos da sociedade estadunidense, incluindo sindicalistas, reformistas sociais progressistas, fazendeiros populistas e comunidades de imigrantes. Seu candidato presidencial, Eugene V. Debs, conquistou mais de 900 mil votos nas eleições de 1912 e 1920, enquanto o SPA elegeu dois membros para a Câmara dos Representantes dos Estados Unidos (Victor L. Berger e Meyer London) e vários deputados estaduais e prefeitos. A oposição ferrenha do partido ao envolvimento dos Estados Unidos na Primeira Guerra Mundial, embora bem vinda para alguns, também o tornou alvo de derrotas eleitorais, repressão oficial e perseguição de grupos de justiceiros. O SPA foi ainda mais despedaçado quando se tornou vítima de uma guerra entre facções internas sobre qual seria a posição oficial do partido em relação à Revolução Russa de 1917 e ao estabelecimento da Internacional Comunista em 1919.
Após apoiar a candidatura presidencial do progressista Robert La Follette em 1924, o SPA retornou à ação independente e experimentou crescimento modesto na década de 1930 com seu candidato presidencial Norman Thomas. Entretanto, o partido começou a perder apelo popular devido à popularização do New Deal de Franklin Roosevelt, à organização elevada e flexibilidade tática do Partido Comunista sob a direção de Earl Browder e ao ressurgimento de políticas pró-governo no movimento trabalhista. Uma tentativa fracassada de ampliar o partido, permitindo a entrada de seguidores de Leon Trotsky e Jay Lovestone, fez a "Velha Guarda" sair do SPA e formar a Federação Social Democrata. Apesar do partido sempre ter mantido uma postura anti-fascista forte, assim como anti-stalinista, a oposição do SPA à Segunda Guerra Mundial lhe custou tanto apoio interno quanto externo.
O SPA parou de concorrer às eleições presidenciais depois do fiasco de 1956, quando seu candidato Darlington Hoopes recebeu menos de 3 mil votos. Nas últimas décadas do partido, seus membros (muitos dos quais proeminentes nos movimentos trabalhista, pacifista e pelos direitos civis), discordavam da relação próxima do movimento socialista com o Partido Democrata a nível nacional e sobre a melhor forma de garantir a democracia no exterior. Em 1972 e 1973, estas diferenças estratégicas tornaram-se tão agudas que o Partido Socialista se dividiu em três grupos diferentes: o partido Social Democratas dos Estados Unidos, o Partido Socialista dos Estados Unidos e o Comitê Organizador Socialista Democrático.

## Performance eleitoral

### Eleições presidenciais
| Year | Candidate             | Votes     | %     |
| ---- | --------------------- | --------- | ----- |
| 1900 | Eugene V. Debs        | 87.945    | 0,6%  |
| 1904 | Eugene V. Debs        | 402.810   | 3,0%  |
| 1908 | Eugene V. Debs        | 420.793   | 2,8%  |
| 1912 | Eugene V. Debs        | 901.551   | 6,0%  |
| 1916 | Allan L. Benson       | 590.524   | 3,2%  |
| 1920 | Eugene V. Debs        | 913.693   | 3,4%  |
| 1924 | Robert M. La Follette | 4.831.706 | 16,6% |
| 1928 | Norman Thomas         | 267.478   | 0,7%  |
| 1932 | Norman Thomas         | 884.885   | 2,2%  |
| 1936 | Norman Thomas         | 187.910   | 0,4%  |
| 1940 | Norman Thomas         | 116.599   | 0,2%  |
| 1944 | Norman Thomas         | 79.017    | 0,2%  |
| 1948 | Norman Thomas         | 139.569   | 0,3%  |
| 1952 | Darlington Hoopes     | 20.065    | <0.1% |
| 1956 | Darlington Hoopes     | 2.044     | <0.1% |

### Eleições regionais
Membros do Partido Socialista da América conquistaram, ao longo da história do partido, a prefeitura de 27 municípios. A mais importante deles foi a de Milwaukee, cidade mais populosa do estado de Wisconsin. O SPA governou a cidade em duas ocasiões diferentes: de 1910 a 1912 com Emil Seidel e de 1948 a 1960 com Frank P. Zeidler. Outra importante cidade governada por um membro do SPA foi Minneapolis, maior cidade do estado de Minnesota, com o prefeito Thomas Van Lear, no cargo de 1917 a 1919.